# Teigh
Teigh is een civil parish in het bestuurlijke gebied Rutland, in het Engelse graafschap Rutland, met 48 inwoners.